# Хенри Райдър Хагард
Сър Хенри Райдър Хагард (на английски: sir Henry Rider Haggard), познат като Х. Райдър Хагард или Райдър Хагард, е британски писател (романист и баснописц). 
Автор е на приключенски романи, чието действие се развива в екзотични места, предимно в Африка, и пионер на литературния жанр на „изгубения свят“ (заедно с Артър Конан Дойл). Участва в селскостопанската реформа в Британската империя. Неговите истории от края на разцвета на викторианската литература (особено тези от серията за Алан Куотърмейн и от серията за бесмъртната Айша) продължават да бъдат популярни и въздействащи и до днес.

## Биография

### Произход
Семейната легенда разказва, че родът Хагард произхожда от датския благородник Андреас Огард, наречен така на родното му място, който вероятно идва в Англия през 15 век. Андрю Ланг, работещ с Хагард в съавторство, открива споменаването на „Андрю Огард, датски рицар“ в документи за обсадата на Орлеан през 1428 г. През 1561 г. семейството се установява в Хартфордшър. През 1760 г. Уилям Хенри Хагард се установява в Норич, а синът му, който носи същото име, получава юридическа степен в колежа Еманюел в Кеймбридж, но не овладява професията на адвокат и води живота на селски ескуайър. Прадядото на писателя е първият, който създава семейно гнездо в Норфолк и придобива имение в село Брейдънъм. Сем. Хагард построява джорджанско имение с три приемни и десет спални; по време на своя разцвет то има площ от 400 акра (178 хектара), но след това тя намалява до 140 акра. Според автобиографията му дядото на писателя – Уилям Хагард работи в Британската банка в Санкт Петербург. Там през 1816 г. се жени за руската гражданка от британски произход Елизабет Мейб, а през 1817 г. пак там се ражда бащата на бъдещия писател – Уилям Мейбом Райдър Хагард (19 април 1817 – 21 април 1893). Той получава диплома по право (и работи като адвокат), има предприемачески способности и е последният в семейството, който води традиционния живот на земевладелец. В същото време се отличава с деспотичен характер и експлозивен темперамент. Майката на писателя – Ела Довтън (16 юни 1819 – 1889) е поетеса и писателка, дъщеря на благородник, който служи в Индия. Тя води спокойния живот на господарка на имение и носи на съпруга си богата зестра.

### Ранни години
Хагард е роден на 22 юни 1856 г. в семейното имение в Брейдънъм, Норфолк, Англия като осмото от десет деца (и шестият от седем сина) на сър Уилям Мейбом Райдър Хагард и Ела Довтън. Негови братя са Уилям Хенри Довтън Хагард (25 юни 1846 – 1926), Базет Майкъл Довтън Хагард (24 септември 1847 – 1899), Алфред Хинюбър Хагард (17 април 1849 – 1916), Джон Джордж Хагард (11 юни 1950 – 1908), Андрю Чарлз Паркър Хагард (7 февруари 1854 – 1923), Артър Хагард (1855 г.) и Едуард Артър Хагард (5 ноември 1860 – 1925), а сестри – Ела Довтън Хагард (1845 – март 1921), Елизабет Сесилия Уестърн (ок. 1858 – 1916) и Елеонора Мери Д'Отеър (1859 – 1935).
След раждането си той е слаб и страда от жълтеница, през първите три месеца от живота си два пъти има белодробни инфекции, но благодарение на грижите на майка си и селската свобода укрепва. Прекарва детството си в родното си имение и рано се научава да язди, и да лови зайци и патици с оръжие. Двамата му родители са образовани хора. Майка му пише поезия и през 1857 г. публикува поема за Първата англо-афганистанска война – Myra; or the Rose of the East. След смъртта ѝ през 1890 г. Хагард публикува том с нейна поезия – Life and Its Author.
Стимулите за интелектуалното му развитие са малко: въпреки че в имението има библиотека, четенето не играе голяма роля в живота на децата. Независимо от това в своята автобиография Хагард описва трагикомичен епизод, когато, след като прочита „Робинзон Крузо“, той не желае повече да ходи на проповедите в църквата, и по-голямата му сестра и гувернантката трябва да му вземат книгата насила. В юношеството си той харесва приказките от „Хиляда и една нощ“ и „Тримата мускетари“, както и поезията на Томас Бабингтън Маколей и Едгар Алън По.
Получава основно образование като приходящ ученик в училище в Уестминстър, на Leinster Square, където родителите му прекарват няколко месеца в годината. Успехите му вероятно са скромни и той е изпратен в друго училище, но знанията, придобити там, са недостатъчни. Разгневеният му баща дори заявява, че синът му „е полезен само за зеленчукопроизводител“. В крайна сметка 10-годишният Хагард отива да учи в резиденцията на енорийския пастор Х. Дж. Грейъм в село Гарсингтън, Оксфордшър. През 1889 г. той описва мястото в романа си „Съпругата на Алън“; вероятно от същото място е взето и фамилното име Куотърмейн, както наричат един от съседите фермери. Точната продължителност на обучението му там не е известна. После Хагард отива в класическата гимназия на Ипсуич за разлика от по-големите му братя, завършили различни частни училища. От шестимата му братя петима завършват престижни училища, а след това и университети, а шестият отива да служи във флота; Хенри Райдър е единственият Хагард, който учи в гимназия. Причината за това е, че баща му, който вероятно го счита за не толкова способен, вече не е в състояние да плаща скъпото частно образование. В училище Хенри е известен като побойник, въпреки че се отличава с любопитството си. Става капитан на резервния училищен футболен отбор, но не си проправя път до основния отбор; родителите му го смятат за „тъп“. Той няма талант за точните науки и не може да научи нищо наизуст, въпреки че е емоционално възприемчив.
В Ипсуич за първи път се проявява неговата писателска дарба: по време на един от уроците по литература той неочаквано за всички написва няколко латински стиха с такова качество, че учителят го обвинява в плагиатство. Хагард доказва своето авторство и получава публично извинение. Тогава той участва в конкурс за най-добро есе, а темата е хирургията, с която никога не се е сблъсквал и трябва да разчита само на въображението си; той обаче не получава наградата.
След като се проваля на изпита за постъпване в армията, 17-годишният Хагард е изпратен при частен учител за подготовка за приемния изпит в Британското външно министерство. Обучението обаче не се осъществява; единственото положително нещо е, че за първи път в живота си Хагард е отговорен за своите действия и живее сам. През двете си години в Лондон той се свързва с хора, които се интересуват от изучаване на психофеномените. Не е известно кой го препоръчва за салона на лейди Паулет на площад Хановер, където се занимават със спиритизъм. Хагард има известен опит със свръхестественото, в чието съществуването никога не се е съмнявал.
След като прекарва година и половина в Лондон, през 1875 г. той завежда родителите си на лятно пътешествие из Европа.

### Южна Африка (1875 – 1882)
Обрат в живота на Хагард настъпва през 1875 г. Баща му научава, че неговият приятел и съсед – собственикът на земя сър Хенри Булвер (племенник на писателя Едуард Булвер-Литън и братовчед на вицекраля на Индия) е назначен за лейтенант-губернатор на колония Натал. Той го моли да вземе сина му на служба и получава съгласие. Една от причините баща му да иска да го отдалечи от Англия е фактът, че по онова време Хагард е влюбен в Мери Елизабет „Лили“ Джексън, за която възнамерява да се ожени, веднага след като заеме платена длъжност в днешна Южна Африка.
Хагард отива в Южна Африка, за да заеме позицията на неплатен асистент на Булвер. Възложено му е да наема служители, да поръчва храна и да организира забави, за което е нужна голяма отговорност. Постепенно той печели уважението на началниците си и е считан за част от висшето общество. Въпреки че е зает, има възможност да ловува и да си купи добър кон. Това му позволява да се напасне на средата по-добре. Той се интересува от зулуския език, като го изучава в разговорна практика, и е допускан до срещи и преговори с местните лидери. Не отказва случайните връзки и пише на брат си, че „жената е като хрупкава ябълка – дори сърцето ѝ да е гнило, външният ѝ вид няма да стане по-малко красив от това“. През 1876 г. Хагард придружава лейтенант-губернатора на обиколка в колонията, наблюдава бойни танци, организирани от лидера Пагат, а на връщане се губи и е изведен от храсталака от местните. Тези впечатления го карат да ги опише на хартия и през 1877 г. в списание „Джентълмен“ се появяват дебютните му описателни есета: „Военният танц на зулусите“, „Трансваал“ и „Посещението на водача Секокоени“.
През 1876 г. има рязко влошаване на отношенията между Република Трансваал, основана от бурите (африканери), и зулусите и водача на басуто Секокоени. Държавният секретар за колониите лорд Карнарвън разпорежда разследване на причината за спора, както и възможност за анексиране на териториите на зулусите и бурите. Разузнавателната група е водена от сър Теофилус Шепстоун, който, пристигайки в Натал, взима Хагард в своя малък екип. Първоначално сър Булвер отказва, но Шепстоун настоява. Съдейки по писмата на Хагард до родителите му, той е показал своята полезност при организирането на официални приеми и се предполага, че способностите му ще са полезни и в Претория. След като напуска Марицбург в края на декември 1876 г., групата на Шепстоун пристига в столицата на Трансваал на 22 януари. От въоръжените сили, прикрепени към него, сър Теофилус взима само 25 конни полицаи и по-голямата част от батальона стои на границата, осигурявайки авторитета на пратеника. За Хагард това е приключение и първото му истинско пътуване до Африка. Той внимателно записва историята на зулуския крал Кечвайо и се запознава с 60-годишен свази воин, когото нарича Umslopogas – под това име след това влиза в поредицата романи за Алън Куотърмейн. Пристигайки в Претория, членовете на мисията са уверени, че договорът за британския протекторат над Трансваал е практически уреден и подписването му буквално ще отнеме няколко седмици. Официалният прием също е доста сърдечен, а писмото на Хагард до семейството му на 3 март има почти идиличен тон. Скоро обаче идва новината, че лидерът Секокоени се съгласява да се закълне във вярност на Република Трансваал, след което Шепстоун е принуден спешно да изпрати специална комисия от двама британски и двама бурски служители до своя крал. Хагард им е назначен като секретар от британска страна. В Басутоленд мисията също е приета мирно и огромни тълпи туземци се стичат, за да видят белите, тогава почти непознати по тези места. След дълги убеждавания мисията осуетява плановете на Секокоени: той казва, че е недоволен от бурските условия. По обратния път, на границата, африканерите правят засада на британската мисия и тя е спасена от Хагард, който настоява да се използва различен път от предварително договорения. Като част от екипа на Шепстоун Хагард присъства на 12 април 1877 г. в Претория на официалното обявяване на британското анексиране на Бурската република към Трансваал. Той вдига флага на Обединеното кралство и чете прокламацията за провъзгласяването заради загубата на глас на длъжностното лице, което има тази задача.
На 1 юни Хагард гордо пише на баща си, че е назначен за чиновник при Мелмът Озбърн – колониален секретар на Трансваал, с годишна заплата от 250 британски лири (23 120 британски лири към 2018 г.). Той съобщава, че очаква да се установи в бурските територии, а не в Натал, защото има много злато и по-добри условия за кариера. Смята, че вече няма да създава проблеми на родителите си и ще стане финансово независим; писмото обаче приключва с искане да му пратят £ 20. На 3 август, поради смъртта на придворния архивист, на тази длъжност е назначен 21-годишният Хагард, който дори няма юридическо образование: Шепстоун и Озбърн спешно се нуждаят от авторитетно лице с безупречна репутация. Забележително е, че на тази позиция Хагард става върховен пазител на всички сираци в Трансваал. Младостта е предимство за него и той трябва да научи жителите на колонията на правна дисциплина, и да въведе гербова такса за официалните книжа и печати. По онова време съдия Котце е единственият в цял Трансваал и води номадски начин на живот, а Хагард трябва да го придружава. Правителството им предоставя спален вагон, 8 вола и носачи и те трябва да си набавят храна чрез лов.
Поради зулуската заплаха в Претория през декември 1877 г. Хагард се присъединява към военните части и в писма до майка си през януари следващата година отбелязва, че бурите са изключително недоволни от автократичното управление на Шепстоун. През октомври 1878 г. обаче той с гордост пише, че е най-младият съдебен служител в Африка със заплата от 400 британски лири и дори купува два акра земя. Той иска от баща си още 500 паунда, за да построи бунгало с Артър Кохрейн – финансов служител от Англия на неговата възраст, с когото става приятел. Той продължава своя номадски живот със съдия Котце, като прекарва в града около три месеца годишно. След поражението при Исандлуана Хагард е мобилизиран в гвардейски батальон и сред задълженията му са и наблюдението на
настроенията сред бурите, за да се предотврати евентуалното им въстание. След залавянето на предводителя на зулусите Кечвайо и превземането на Зулуланд Хагард подава оставка. Много причини допринасят за това. През 1878 г. той става секретар на Върховния съд в Трансваал и пише на баща си, за да го информира, че възнамерява да се върне в Англия и да се ожени за Мери (Лили) Джексън. Баща му не разрешава, докато той не направи кариера, и през 1879 г. Мери вече е омъжена за Франк Арчър – заможен банкер. Години по-късно, когато Хагард вече е известен писател, той се среща с нея, изоставена от съпруга си, който е присвоил възложените му парични средства и е избягал в Африка банкрутирал. Хагард я прибира със синовете ѝ в къща и дава средства за издръжката и образованието на децата. Въпреки това тя последва съпруга си в Африка, където той я заразява със сифилис, преди да умре. Лили се завръща в Англия в края на 1907 г., където Хагард отново я подкрепя до смъртта ѝ през 1909 г. Тези подробности за живота му не са широко известни до публикуването на биографията му от Сидни Хигинс през 1981 г.
Освен това до 1879 г. Хагард се ориентира по-добре в ситуацията и не разчита на кариерния растеж и покровителството на Шепстоун. Заедно с приятеля си Кохрейн той купува фермата Хилдроп близо до Нюкасъл на безлихвен план от Озборн, където Кохрейн смята да отглежда щрауси. Хагард пише на близките си за това и през август 1879 г., след 4-годишно отсъствие, се завръща в Англия.

### Завръщане в Англия и брак
Посредник между баща му и Хагард е по-големият му брат Андрю, който убеждава родителите им, че Хагард е отговорен за действията си и със сигурност ще успее. В писмата обаче баща му го нарича „мизерникът – печелещ по пени за ред“ (намеквайки за размера на таксата за неговите статии в списанията).
Около месец-два след завръщането си Хагард се запознава с Мариана Луиза Маргитсън (1859 – 1943) – приятелка от училище на сестра му Мери, която е на посещение в Брейдънъм. След заминаването ѝ Хагард обявява годежа им. Луиза е осиротяла дъщеря на военен и като зестра има имение в Дичингам (чийто наем достига 1700 лири годишно, 166 хил. лири към 2018 г.). Докато опекунът ѝ настоява тя да стане пълнолетна, за да влезе във владение, Хагард иска да се върне в Африка заедно със съпругата си. Стига се до дело, което младите печелят благодарение на подкрепата на сър Теофилус Шепстоун. Чичото на Луиза обаче, който е управител на имението ѝ, е нетърпелив да отложи сватбата, още повече че само сватбената рокля струва £ 115 (11240 към 2018 г.). В края на краищата двамата се венчават на 11 август 1880 г. в църквата в Дичингам. Прекарват медения си месец в Лейк Дистрикт, след което са нужни два месеца г-жа Хагард да навърши пълнолетие и да влезе в наследствените си права.

### Престой в Южна Африка (1980 – 1981)
Хагард се надява да бъде възстановен на предишната си позиция в Претория, но се оказва, че Кохрейн е докарал фермата почти до фалит, а селскостопанските машини и оборудване за фабриката за тухли, поръчани от Хагард, не са докарани от Дърбан. Когато през декември семейството пристига в Натал, се оказва, че бурите са се разбунтували и фермата Хилдроп се намира почти на предна линия. Цените скачат до такава степен, че трябва да се платят 135 паунда (13 200 съвременни лири) за преместване на имота; това става в дъждовния сезон, а освен това Луиза е бременна в шести месец. Поради англо-трансваалската война семейството трябва да спи цял месец с дрехите, да държи оръжията си в готовност, както и оседлани коне, и да се евакуира в Нюкасъл за известно време. Компенсацията е, че тяхното имение е избрано за преговори, за което им плащат 50 лири седмично (около 5000 съвременни лири). По време на преговорите се ражда синът им Артър Джон (Джак), починал от дребна шарка на 10 г. След раждането му Хагард стига до заключение, че отвеждането на младата му съпруга в Африка е било грешка, а тяхното начинание в Трансваал няма бъдеще. Кохрейн решава да се върне със семейството и да повери управлението на имението на Дж. Блумфийлд – протеже на бащата на Хагард и на инженер Норт. Две години по-късно (29 април 1883 г.) партньорството между Хагард, Блумфилд и Кохрейн е прекратено и общите активи, които трябва да бъдат разделени, възлизат на 250 паунда стерлинги (24 730 в цените за 2018 г.).

### Англия (1881 – 1925)

#### Първи творби
Хагард и жена му отпътуват обратно за Англия на 31 август 1881 г. и се установяват в село Брейдънъм. Възниква въпросът как той ще изкарва прехраната си. Съдия Котце го съветва да учи за висш адвокат (на английски: barrister). Баща му и по-големият му брат са такива, а практическият му опит, натрупан в Трансваал, би могъл да му бъде полезен. Това значи, че Хагард трябва да живее от издръжката на съпругата си още поне три години. Семейството се премества в обзаведена къща в Норуд. Той се регистрира в престижната правна асоциация Lincoln's Inn в Лондон и започва да следва.
По онова време Хагард силно се възмущава от политиката на Уилям Гладстон в Южна Африка, особено от връщането на Трансваал на бурите, и праща отворено писмо до Таймс, което те отказват да публикуват. Тогава той решава да опише историята на Кечвайо и събитията в Зулуланд, Натал и Трансваал, на които е бил свидетел. Праща резюме на книгата до много издателства, както и писмо, описващо южноафриканския му опит, като се хвали, че книгата е „интересно написана“. Само изд. Trubner and Company решава да публикува текста „Кечвайо и неговите бели съседи“ с тираж от 750 екземпляра, изисквайки депозит от 50 лири. Както изтъква Мортън Коен, това е неговата „най-малко професионална“ книга – по същество просто изброяване на факти, събития и мнения. Едва след смъртта на Хагард тя започва да се възприема като исторически източник и свидетелски показания. Документалната книга обаче получава неочаквани отзиви: религиозното списание British Quarterly Review го нарича „способен и компетентен“, а списание The Spectator публикува дълга рецензия, но го критикува заради негативното му отношение към бурите. Лорд Карнарвън му праща благодарствено писмо за „дързостта му да покаже какво наистина се е случило“. Въпреки това са продадени едва 154 копия за 32 лири и 15 шилинга общо, които дори не покриват сумата на депозита. Когато Хагард става популярен писател, издателството пуска в продажба непродадения тираж и го продава изцяло. През 1888 г. излиза второ издание, в което Хагард допълва текста със свежа информация и написва нов предговор, където се проявява като привърженик на просветения колониализъм. През 1899 г., по време на Втората англо-бурска война, главите за Трансваал – повече от 200 страници – са отпечатани в САЩ и Англия с меки корици и са продадени в хиляди екземпляри.

#### Начало на писателската кариера
Първоначално Хагард учи право и е приет в адвокатската колегия през 1884 г., но не проявява особен интерес. Същевременно започва да пише разкази и романи. Постепенно разбира, че писателската работа е по-доходоносна от адвокатската и се насочва предимно към нея.
На 6 януари 1883 г. се ражда дъщеря му Анджела (Агнес Анджела Райдър) като героинята на бъдещия му роман. През 1884 г. се ражда сестра ѝ Сибил Дороти Райдър.

Към 5 септември 1883 г. писателят завършва ръкопис на роман от 200 хил. думи. Издателство „Тръбнър“ съветва той да бъде даден на Джон Джеферсън – писател и биограф на Байрон и Шели. Джеферсън насърчава начинаещия писател и дори сравнява творчеството му с това на Шарлот Янг и Маргарет Олифант. Без да го чете, той препоръчва ръкописа на издателство „Хърст и Блекет“. Издателят Артър Блекет се съгласява да отпечата романа в три тома в 500 екземпляра, с такса от £ 40 за 400 продадени книги и надбавка от £ 30 за всяка следваща стотица. Въпреки това той препоръчва промяна на заглавието и книгата е публикувана под заглавието „Зора“. Хагард може да смята дебюта си за успешен: въпреки че романът се продава доста вяло, той не изисква никакви инвестиции и внася разнообразие в живота на студента по право. Относителният успех кара Хагард да напише втори роман – „Главата на вещицата“. Текстът е публикуван в три тома през 1885 г. от същото издателство при същите условия. Този роман заема съществено място в работата му по две причини: първо, неговите писателски умения се подобряват, и второ, автобиографичният елемент е по-силно изразен. До известна степен това е реакция на факта, че селското общество в Дичингам не приема Хагард: той няма професия и доходи, считан е за ловец на зестра, който се е оженил за богата жена, принуден е да сведе комуникацията си само до семейния кръг, а правото го дразни все повече. Първата документална работа изисква от писателя инвестиция от 50 британски лири. Двата му следващи романа му носят хонорар от £ 50 – твърде малко, за да оправдаят времето, прекарано в писане, когато той е глава на семейство и няма други източници на доходи. 
На 6 януари 1885 г. Хагард прави своя дебют като адвокат.
Същевременно, докато пътува с брат си до Лондон, писателят спори за достойнствата на романа „Островът на съкровищата“ на Робърт Луис Стивънсън. Двамата се обзалагат, че Хагард ще напише „поне наполовина по-добър" роман от този. От средата на 1885 г. до около април 1888 г. той живее на ул. Gunterstone Road 69 в Хамърсмит, Лондон. Именно там той написва приключенския роман „Рудниците на цар Соломон“, публикуван през септември 1885 г. Той се свърза с редактора на The Magazine of Art Уилям Хенли, който предава ръкописа на Андрю Ланг от Harper's Bazaar. Ланг му казва: „Рядко се получават книги, които да се четат с такова удоволствие“, и обещава да осъществи публикацията. Главният редактор на изд. Cassell – Джон Уилямс предлага на писателя да избере между 100 британски лири (но с пълно преотстъпване на авторските права) или 10% върху печалбите от издаването. Изборът не е лесен, тъй като Хагард смята, че 100 паунда са много за 6 седмици хоби, като се има предвид, че предишните му книги изобщо не са били доходоносни. Почти случайно той избира второто. Издателството прави голяма рекламна кампания в Лондон, публикувайки съобщения за романа в обществения транспорт и по всички основни улици. Книгата става сензация и се счита един от най-популярните и продавани за всички времена. Мигновеният успех е породен първо, защото Булвер-Литън, Стивънсън и други автори вече са привикнали обществото на приключенски романи, чието действие се развива в екзотични страни, и второ, понеже Хагард веднага се харесва на децата и тийнейджърите: той е затрупан с писма, в които се пита дали пейзажите и племената са взети от природата. Това е подчертано в рецензия, публикувана от първия в света илюстриран всекидневник – Illustrated London News. Списание Spectator смята, че романът на Хагард надминава най-доброто от Херман Мелвил и Жул Верн. Скоро произведението влиза в учебната програма на държавните училища във Великобритания.
Неочакваният успех (въпреки неодобрението на колегите адвокати) позволява на Хагард да се отдаде напълно на литературата: до края на 1885 г. той завършва още три романа, два от които – „Джес“ и „Алън Куортърмейн“ първоначално излизат на части в списания. Писателят се сдобива и с литературен агент – английският писател и историк сър Уолтър Безант, който прави много за социализацията му: запознава го с лондонския клуб Athenaeum (чийто пълноправен член Хагард става през 1895 г.) и организира тържество в създадения от него британски литературен клуб Authors Club.
През февруари 1886 г. Хагард започва да пише романа „Тя“, над който работи шест седмици. Тази книга така отразява духа на времето и очакванията към далечните страни, че Ръдиард Киплинг веднъж му казва: „Не вие сте го написали, а някой го е написал чрез вас“. От октомври започва публикуването му в илюстрирания вестник The Graphic: текстът е разделен в 15 броя, които не съвпадат с номерацията на главите. „Тя“ предизвика ентусиазма на публиката (веднага са продадени 25 хил. екземпляра и трябва да бъдат препечатани още 5 хил.), но отзивите на критиката са противоречиви. Хагард публикува специална статия „За художествената литература“, която, според Е. Стофер, е „донякъде арогантна по тон“, в която критикува американската и френската популярна литература и декларира своята лоялност към романтичния дух и идеалите на Уилям Дефо и Джонатан Суифт. По-късно романът е високо оценен от Ръдиард Киплинг, Греъм Грийн, Дж. Р. Р. Толкин и Маргарет Атууд. Англоезичната критика счита Хагард за родоначалник на жанра на „изгубения свят“ и на поджанра „романтика на археологическите проучвания“. Както иронично отбелязва Е. Стофър, „Тя“ до известна степен е свързана с „Индиана Джоунс“.
Към 1887 г. Хагард се превръща в най-продавания автор в англоговорещия свят за една нощ и всички критици – включително негативните – единодушно отбелязват таланта му за разказване на истории и завладяващи теми, както и факта, че благодарение на него се възражда жанрът „роман“.

#### 1890-те години
Успехът на Хагард има и финансово измерение. Най-накрая той може да напусне адвокатската си работа и в края на януари 1888 г. заминава за три месеца в Египет. Той желае да си почине от вниманието на читателите и да види археологическите обекти, и замисля роман за Клеопатра. Това пътуване поставя формата на многобройните му бъдещи пътувания. Тогава той за първи път посещава музеите в Париж и в Рим. В Александрия и Кайро го посрещат ентусиазирано, а археолозите охотно му показват разкопки. Той дори участва в отварянето на гробница и лично намира мумията. В писмо до съпругата си пише, че особено се вълнува от печатния пръстен на фараона Мернептах, „който е могъл да види Моисей“. Той се изкачва по Нил до Луксор и Асуан, а на връщане към Кипър има аудиенция при комисар Хенри Булвер, първият му работодател.
Когато се завръща в Англия, Хагард наема просторна къща в Лондон на площад Радклиф и е въведен в лондонския джентълменски Savile Club, чиито членове са в сферата на изкуствата и политиката. Негови другари там са Стивънсън, Ланг, Бесант и архитектът Юстас Балфур. Приходите му позволяват да подреди имението Дичингам, местното общество в Норфолк приема писателя и през лятото той започва работа по романа „Клеопатра“. През 1889 г. обаче ситуацията се променя: Хагард безразсъдно се съгласява да даде на издателя „Джес“ и „Клеопатра“ срещу еднократна такса, след което преиздава „Зора“ и „Главата на вещицата“ в „шилинг“ формат за 1/3 от печалбата от продажбите и при същите условия сключва фючърсен договор за романи, които могат да бъдат написани през следващите пет години. Само след дълги консултации и съдебни дела той преподписва договора и оттук нататък дължи на издателя само два романа. През декември 1889 г. майка му умира, което той преживява изключително трудно. Освен това е атакуван от критици и карикатуристи, отчасти провокирани от статията му „За художествената литература“. Това обаче не се отразява на продажбите.
В периода 1888 – 1889 г. Хагард пише пет романа, включително The Drifter в съавторство с Андрю Ланг. Запознаването му с Уилям Морис привлича интереса му към скандинавските саги и той посещава Исландия. Резултатът е публикуването на „Ерик Светлоокия“, което дори предизвика интереса на Принца на Уелс Едуард VII. Приятелите на Хагард го заинтересуват с идеята да инвестира приходите си в Новия свят и на 10 януари 1891 г., оставяйки децата си в Норфолк, той и съпругата му пристигат в Ню Йорк. Най-вече писателят се интересува от Мексико и цивилизацията на древните ацтеки, така че минава през Ню Орлиънс и се отбива в Мексико Сити. Оставяйки жена си в столицата, той заминава за Веракрус и Чиапас. В допълнение към сребърните мини, той се интересува от екзотични растения и много от екземплярите, които той получава, растат в Дичингам в продължение на десетилетия. На 8 февруари 1891 г. в Мексико Сити пристига телеграма за смъртта на единствения му син.
При завръщането си в Англия през април Хенри пише романа „Дъщерята на Монтесума“ по стъпките на мексиканските си впечатления, но работата не го освобождава от шока. Смъртта на сина му го хвърля в тежка депресия: той спешно продава къщата си в Лондон и се оттегля в имението си. Не се е оттърсва от меланхолията до края на живота си. Състоянието му е тежко: постоянно страда от настинки, главоболия и болки в стомаха, изоставя любимия си лов и дори писането. Според племенника му Върнън името на сина му се е превръща в табу за всички обитатели на къщата, никога не е произнасяно или споменавано, но невидимо доминира над всички. През 1892 г. умира баща му Уилям Хагард, за когото неговият някогашен нелюбим син намира много топли думи. Съпругата му обаче не позволява той да се срине напълно и почти го принуждава да продължи да пише. Независимо от това писателят прекарва почти две години в изолация от обществото и на честванията на 35-ия му рожден ден гостите забелязват, че той изглежда много по-възрастен за възрастта си.
С раждането на дъщеря му Лилияс на 9 декември 1892 г. изглежда, че Хагард започва да излиза от болезненото си състояние. Той наема за своя литературна секретарка Ида Хектор – дъщеря на ирландската писателка Ани Френч Хектор, която работи за него до края на живота си и е спомената в завещанието му. Хагард ѝ диктува в по-голямата част от работите си и след „Дъщерята на Монтесума“ той практически не пише на ръка. В по-голямата си част от времето живее в имението на съпругата си, което е преустроил, за да отговори на неговите вкусове: напр. е накарал да облицоват интериора с резбован дъб.
Той обича градинарството: има повече от декар тревни площи и цветни лехи, голямо езеро, три оранжерии (отглежда пълна гама от зеленчуци и плодове от репички и домати до грозде и праскови) и повече от 300 овошки. Обича орхидеите, за които построява специален павилион, където работи; атмосферата вероятно му напомня за Африка. Имението изисква наемане на седем домашни прислужници и петима градинари.
Тъй като писателят се нуждае от впечатления, докато пише романите си, един от методите за стимулиране на въображението му е да колекционира антики. Journal of Egyptian Archaeology публикува статия на Aylward Blackman, описваща най-забележителните египетски артефакти от нея. Те включват бронзов реликварий за главата на сокол от около XXVI династия, глава на Изида, увенчана с уреи, и различни скарабеи, един от които – с формулата за призоваване на душата. Специално място заема пръстенът-печат, наследен от колекцията на А. Ланг. Диаметърът му е 17 мм, на него е изобразен бог Бес и е напълно зооморфен. Датировката на изображението е дело на британския египтолог Флиндърс Питри, който също датира пръстена на XVIII династия, както и втори златен пръстен – по-груба изработка. Самият Хагард твърди, че пръстените са купени за него и Ланг от шотландския антиквар У. Дж. Лофти и са открити през зимата на 1883 – 1884 г. в Тел-Амарна в гробница, носеща имената на Тия и Нефертити (името на Тия стои и върху скарабея с формулата). Колекцията съдържа и печат от лазурит с надпис „отличен писар“ (Питри го приписва на управлението на Аменхотеп II или Тутмос III) и медно-златен пръстен с името на фараона Ехнатон, изкопан в присъствието на Хагард през 1888 г.

#### Хагард и политиката
През 1894 г. Хагард се опитва да се реализира на политическата сцена, особено след като партията на Торите още през 1892 г. се опитва да използва авторитета и славата му. След като се възстановява от личните си трагедии, той решава да се кандидатира на парламентарните избори от Източен Норфолк, осъзнавайки, че кампанията ще бъде трудна. Писателят, съпругата му и бившият му партньор от Трансваал Артър Кохрейн охождат селските имения, водещи кампания за потенциални избиратели. На изборите през май 1895 г. Хагард е единственият кандидат, подкрепен както от земеделци, така и от юнионисти. Има и доста инциденти, коментирани дори от лондонската преса. В основата на програмата си Хагард поставя защитата на фермерите, които не могат да се конкурират с вносното зърно и данъците върху вноса, от които могат да се плащат субсидии. Противниците го обвиняват, че насърчава протекционизма и дори социализма; британският вестник Pall Mall го нарича иронично „умерен радикал“, който не знае нищо за земеделието. Дори в собствения му район той е подкрепян от фермерите, но не и от работещите на гребни лодки, които традиционно доставят вносен хляб по вода. Те участват активно в сбивания с негови поддръжници и в бунтове на 17 и 19 юли; съдебните дела заради тях се точат няколко месеца. Освен това кампанията струва на писателя 2000 британски лири (227 хил. по цени за 2018 г.) и той печели едва 198 гласа. Кореспондентът на вестник „Ню Йорк Таймс“ свидетелства, че Хагард не успява да посрещне поражението достойно. След това той прекара девет месеца в Лондон, опитвайки се да направи кариера в компания за износ-внос и като редактор на вестник African Review, но и това му начинание завършва с провал.

Опитите за участие в политиката се основават на специфична икономическа причина: след 1870-те години британските хазяи са съсипани. От 1889 г. на самия Хагард не остават наематели и той трябва да издържа имението си от писателски хонорар. През 1898 г. публикува „Фермерска година“ (A Farmer’s Year, Being His Commonplace Book) – вид селски алманах, в който дава полезни съвети и ненатрапчиво популяризира живота на фона на природата. Книгата се продава добре в градовете и получава положителни отзиви в пресата, въпреки че списание „Букман“ публикува остра статия под название „Пегас на ралото“ (Pegasus at the Plough), в която читателят е помолен да си представи как „„Тя“ ще бели картофи в задния си двор“. Като британски патриот Хагард вижда Великобритания в основата на нейната огромна империя и вярва, че здравословното земеделие ще бъде един от факторите за нейния просперитет. Ключът към това са държавните субсидии за селското стопанство. С хонорари от новата си книга Хагард купува вила, наречена Kessingland Grange, на брега на Съфолк и 10 декара земя. Понеже тя се намира на стръмна брегова линия, той се интересува от проблемите с ерозията и дори експериментира успешно със засаждане на треви и храсти, за да я задържи. 
През януари 1900 г. семейство Хагард заминава за Италия, където писателят се надява да проучи аграрния въпрос и в резултат прави дълго пътуване до Близкия Изток. Неговите впечатления от Палестина са отразени в романите „Перлата на Изтока“ и „Братята“, както и в пътните му бележки. Редакторът на британския таблоид „Дейли Експрес“ Артър Пиърсън кани писателя и семейството му на пътешествие до Южна Африка, като покрива всичките им разходи; той предлага договор за поредица статии от 100 хил. думи, платени на стойност 20 британски лири за 1000 думи, но страните не постигат съгласие за цената. В замяна Хагард започва да публикува в Daily Express и The Yorkshire Post голяма поредица от статии за положението на селските райони на Англия, за които заедно с Артър Кохрейн обикаля около 27 окръга и записва интервюта с местни жители в 20 дебели тетрадки. В периода от април до октомври 1901 г. той публикува повече от 50 статии, а през ноември 1902 г., след обработка на всички материали, публикува двутомното издание „Селска Англия“, в което обобщава своите възгледи въз основа на лични наблюдения и статистика.

### 20 век

#### Армията на спасението и „Селска Дания“
След публикуването на „Селска Англия“ през почти цялата 1903 г. Хагард активно популяризира аграрната реформа в пресата и в частната си кореспонденция. През 1905 г. публикува книгата „Годината на градинаря“, съдържателно и структурно повтаряща „Годината на фермера“. Ненамиращи разбиране, през 1904 г. Хагард и дъщеря му Анджела тръгват на дълго пътуване до Египет, въоръжени с преносима камера (която тепърва излиза на мода). Пътуването е платено от английския вестник „Дейли Мейл“, който публикува есета за него; събраните материали и впечатления са използвани за написването на романи за египетския живот. На връщане двамата правят обиколка на Италия и Испания; Испания дава идеи и материали за романа „Красивата Маргарет“.
След завръщането му в Англия колониалният секретар Алфред Литълтън праща Хагард в САЩ с официално писмо, за да проучи земеделските комуни на Армията на спасението, чийто опит може да бъде приложен във Великобритания. Това е в съответствие с интересите на Хагард, който вярва, че това ще бъде ефективен начин да върне жителите на града в провинцията. През февруари 1905 г. той заминава за Ню Йорк. В продължение на два месеца писателят изследва селскостопанските колонии в Калифорния и Колорадо, включително тези, предназначени за рехабилитация на алкохолици. От САЩ той отпътува до Канада, където разговаря с генерал-губернатора Албърт Грей и получава официални гаранции за предоставяне на 24 хил. акра земя за британските колониалисти. На 9 март е приет от Теодор Рузвелт в Белия дом и разговорът веднага става неформален. Двамата споделят впечатления от Африка, въпреки че Рузвелт симпатизира на бурите и вярва, че те трябва да доминират в новия Южноафрикански съюз. Няколко дни по-късно писателят и дъщеря му отново са поканени при президента на закуска. Единственото нещо, което не се харесва на британците, е централното отопление в хотелите и влаковете. Хагард се оплаква, че „американците се пекат живи“ и Анджела се е разболяла от грип.
На 7 април 1905 г. баща и дъщеря се прибират безопасно в Ливърпул. Докладът пред правителството е публикуван през юли като „Синя книга“, а за широката публика Хагард го публикува под заглавието „Бедност и земя“. Той високо оценява работата на Армията на спасението и смята, че подобни проекти ще донесат на Англия „безкрайни ползи“. Тогава Хагард е подкрепен от почти всички либерални кръгове и централната преса – изглежда, че проблемът с бедността в британските градове е решен. Консервативното правителство на Артър Балфур обаче се противопоставя както на религиозния характер на Армията на спасението, така и на намесата на държавата в икономиката, което е прието от привържениците на реформата. Освен това докладът е разгледан на заседание на двете камари на парламента и е отхвърлен, а Хагард дори не получава благодарност за свършената работа. Поради последствията от дългто пътуване и шока от провала на проекта той се разболява, но през 1906 г. пише на търговския секретар Дейвид Лойд Джордж с молба да бъде включен в Комисията по крайбрежната ерозия, тъй като има богат практически опит в тази област. Всъщност Хагард е избран в комисията; освен това за кратко председателства Комитета по безработицата и заетостта. Едногодишно проучване показва, че бреговата ерозия не е остър проблем, за разлика от обезлесяването. Предложеният от тях проект се оказва твърде скъп и нищо не е направено преди началото на Първата световна война.
През септември 1907 г. в Дичингам дъщерята на писателя Анджела се омъжва за братовчед си Томас Хагард – син на чичо ѝ Базет. Единственият им син, на когото писателят разчита като свой наследник, умира през 1909 г. на една годинка. В резултат на това 55-годишният Хагард започва работа по мемоарите си, започвайки да се сбогува с живота. Семейните му отношения не са безоблачни: той е най-успешният от всичките си братя и връзките му с тях не са лесни. Андрю, най-големият от тях, се оттегля през 1891 г. след 18 години военна служба и заминава за САЩ с надеждата за успех. По време на пътуването на писателя през 1905 г. те дори не се виждат и писмото, изпратено до него в навечерието на заминаването му, е пълно с упреци.
В Дичингам Хагард (с одобрението на съпругата му) трябва да поеме издръжката на бедната и болна Лили Джаксън – първата му голяма любов. Той дори купува на Лили и синовете ѝ къща в съседство с имението.
През 1910 г. писателят публикува за своя сметка книгата „Прераждане“ за Армията на спасението, на която прехвърля всичките права върху нея. Книгата е оценена както от бившия президент Рузвелт, така и от основателя на армията Уилям Бут. Артър Конан Дойл обаче не я одобрява.
Тогава Хагард започва да се интересува от аграрната политика в Дания и предприема голямо проучване, в резултат на което публикува „Селска Дания“ през 1911 г. Той посещава и замъка Огорд, откъдето вероятно предците му са дошли в Англия. Датският опит го привлича, защото страната успява да създаде развито земеделие в повече от умерен климат и в условията на свободен пазар. Оказва се, че повечето датски малки и средни фермери сами притежават земята, а не я отдават под наем, като същевременно напълно осигуряват на страната си храна и изнасят продуктите си за Великобритания на стойност 12 млн. паунда годишно. В последната глава на книгата си Хагард очертава „три урока“ на Дания за Великобритания: първо, сътрудничеството между фермерите; второ, сътрудничеството на фермерите е възможно само когато те притежават земята си; трето, съществуващата система от права прави това невъзможно. Публикуването на „Селска Дания“ отбелязва големи промени в социалното мислене на Хагард: той осъзнава, че съществуващата система е имунизирана срещу реформи и става забележително по-голям радикал, който изисква държавна намеса в икономиката и стига до призиви за принудително разделяне на именията.

#### Кралски комисар
1912 г. започва много добре за Хагард: в навечерието на Нова година са публикувани списъците на наградените с Ордена на Британската империя, където фигурира и самият той. Писателят се радва особено на това, че получава награда за службата си на държавата, а не литературна заслуга. През януари 1912 г. държавният секретар на колониите Луис Върнън Харкурт лично му предлага позицията на един от шестимата кралски комисари, които да разследват делата в доминионите. Според самия писател посещението на Канада, Нюфаундленд, Южна Африка, Австралия и Нова Зеландия би отнело поне три години. От една страна това е шанс да предаде на правителството собствените си идеи, а от друга това би довело до продължителна раздяла със семейството му, необходимостта да се предаде Дичингам на управляващите и загуба на способността да се пише проза – единственият източник на доходи. Въпреки това той е склонен да приеме предложението, но първоначално, под предлог за подобряване на здравето си, Хагард заминава с дъщеря си Анджела в Египет, където участва активно в разкопки. През лятото завършва автобиографията си с трескава бързина, чийто ръкопис запечатва на 2 септември и заявява, че пакетът може да бъде отворен едва след смъртта му.
На 29 ноември 1912 г. Хагард поема поста комисар и пътува за Нова Зеландия, посещавайки Индия по пътя. Тази страна със нейната мистика го привлича дълго време. Официалната причина за посещението е посещението на втората му дъщеря Дороти, която се установява в тази колония със съпруга си. Хагард прекарва януари и февруари 1913 г. в Индия и Цейлон. Комисарите се срещат в Мелбърн. Основната им задача е да проучат перспективите за имперската търговия и общото социално-икономическо положение във всяко от владенията. Литературният талант на Хагард го превръща в „гласът“ на комисията и е натоварен с това да пише доклади и да прави публични изяви.
След като завършва работата си в Южното полукълбо, Хагард прекарва лятото на 1913 г. в Дичингам. Новото му пътуване започва на 24 януари 1914 г.: писателят се завръща в Южна Африка след 32-годишна пауза. Този път той взима жена си и най-малката им дъщеря Лилияс и през Мадейра те достигат Кейптаун в края на февруари. През март семейството пътува до Натал, а след това до Трансваал; фермата за щрауси в Хилдроп все още съществува и не се различава много от времето, когато семейството я напуска. Но Претория е променена радикално, както смята Хагард, и то не към по-добро. Основната му задача е пътуване до Родезия, за да сравни условията в двете колонии. Тази мисия приключва през април и Хагард успява да посети Велико Зимбабве, върху чиито руини Ричард Хол му обяснява археологическите грешки, допуснати в романите му. След завръщането си в Дърбан Хагард праща жена си и дъщеря си у дома, докато той отпътува за Зулуланд. Там той се събира отново със стария си слуга Мазуку, което предизвиква раздвижване в пресата. Той се среща и със сина му Кечвайо.
На 6 юни 1914 г. писателят, уморен от усилената си работа, се завръща във Великобритания. На 1 юли докладва на заседание на Кралската комисия по имперската търговия. Предполагаемата мисия в Канада е оттеглена поради избухването на Първата световна война. На 3 август Хагард се завръща в Дичингам. Още на 4 септември той изнася публичната реч Call to Arms в Банги, отпечатана в 10 хил. екземпляра.

#### Последни години
Началото на войната е белязано от трагедия за Хагард: във Франция е убит неговият племенник Марк, син на по-големия му брат Базет. Имението трябва да бъде изоставено: поради липсата на гориво през зимата е невъзможно да се отопляват къщата и павилионът за орхидеи. В Лондон Райдър се разболява от грип, който се превръща в бронхит, и се налага да отиде на морето за лечение. По време на войната той не се ограничава само с политически речи и набиране на средства, а също така разработва демобилизационни планове, предлагащи стартиране на държавна програма за наемане на пенсиониран военен персонал в провинцията. Въпреки че правителството отхвърля проекта, той е подкрепен от частни инвеститори и от Колониалния институт, а през 1916 – 1917 г. Хагард води интензивни преговори с правителствата на доминионите за разпределянето на земята. В същото време участва в неформални преговори за влизането на САЩ във войната в Европа.
През февруари 1916 г., въпреки неограничената подводна война, Хагард отново е изпратен в Южна Африка. Той може да си го позволи: приходите от романа за зулусите „Детето на бурята“ и екранизацията на „Рудниците на цар Соломон“ са стабилни. В Кейптаун става ясно, че присъствието на комисар Хагард се изисква в Австралия и Тасмания; пътуването е трудно поради бури. Двумесечната мисия за мобилизиране на доминионите е успешна и тогава Хагард заминава на изток – в Канада; той посреща 60-ия си рожден ден на път. Брат му Андрю го посреща във Виктория и двамата се сдобряват. Пътуването до Калгари е успешно, а планина и ледник са кръстени на негово име. Обхватът на дейността му е толкова голям, че един от журналистите го нарича „апостол Павел на империализма“. През юли 1916 г. писателят стига до Ню Йорк, където е въведен в кръговете на американския елит от бившия президент Рузвелт. Останалата част от годината след завръщането си в Англия той прекарва в отчет пред правителството.
През април 1917 г. писателят е избран за вицепрезидент на Кралския колониален институт и е назначен в Комисията за реформи на императорската система. Семейните му дела обаче са проблематични: през август 1918 г. семейното имение в Брейдънъм е продадено и обзавеждането е изложено на търг. Собственикът му – брат му Уилям – вече не е в състояние да поддържа имението. Хагард приема това като знак за предстоящ край и дарява всичките си ръкописи (с изключение на „Селска Англия“) на музея в Норич. Освен това той се отървава от фермата и кошарата в Дичингам, защото не се смята за достатъчно здрав и енергичен, за да се бори за тяхната рентабилност. Въпреки войната новите му книги продължават да се публикуват и продават, въпреки че и тук има проблеми. Последните му два романа от зулуския цикъл – „Бурно дете“ и „Развръзка“ веднага излизат под формата на книги, тъй като няма списание, което да ги пусне с продължение. Романът „Луната на Израел" е изпратен до пресата с ентусиазиран отзив от Киплинг, което прави възможно копието да бъде оценено на шест шилинга вместо на пет. Литературното творчество отдавна не му носи радост: Хагард рядко е канен да дава интервюта (това се отразява на продажбите), а издателите и обществеността изискват повторение на любимите си теми и в същото време искат той да пише по-къси произведения.
Хагард е разтревожен от новината за Руската революция от 1917 г. и заедно с Киплинг подкрепя Антиболшевишката лига. Той посреща края на войната с мрачен запис в дневника си, наричайки себе си „най-мъртвият от мъртвите“. През 1918 г. наема дом „Норт лодж“ в морския курорт Сейнт Леонардс он Си, където кабинетът му се намира над арка. Там живее до 1923 г.
През 1919 г. е удостоен със званието Рицар-командир на Ордена на Британската империя за работата си като комисар и в Комитета за реформа на империята. Аграрната криза от 1920 г. и всеобщият спад в цените го убеждават, че Англия никога повече няма да бъде земя на проспериращо земеделие и че новият начин на живот е необратимо свързан с градовете и автомобилите. Прави впечатление, че в английското общество никой не го възприема като анахронизъм: той остава търсен и през 20-те години. По здравословни причини отказва да пътува като комисар до Палестина и като писател – до Мексико и Съединените щати. Все пак Хагард продължава да бъде активен: избран е за вицепрезидент на Съвета за обществена морал и му е присъдено членство и в други обществени организации.
Дъщеря му Лилияс Райдър в своята биография на баща си The Cloak That I Left твърди, че последните пет или шест години от живота на баща ѝ са били спокойни. Производителността му като писател не намалява и той прекарва летните месеци в Дичингам, където се пристрастява към риболова. През януари 1924 г. за последно заминава за Египет, където наема лодка с каюта и се изкачва нагоре по Нил, придружен от дъщеря си Лилияс, внуци и племенници. След завръщането си в Лондон участва в приема в Градинската приемна на Бъкингамския дворец и на министър-председателя в Хемптън Корт, и е избран в състава на Източноафриканския комитет.
От края на 1924 г. Хагард страда от инфекция на пикочния мехур, но въпреки слабостта си диктува романите си с обичайната си интензивност. Прикован на легло, той се установява в Дичингам под наблюдението на медицинска сестра. През януари 1925 г. получава двоен удар: старият му приятел Артър Кохрейн умира и скоро след това умира и най-малкият му брат Артър. Хагард отслабва и вече не може да носи древните египетски пръстени – те се изхлузват от ръцете му. От февруари 1925 г. той си кореспондира интензивно с Ръдиард Киплинг, който тогава пътува във Франция.
На 20 април 1925 г. лекарски консилиум решава да транспортира Хагард до Лондон, където да получи най-добрите грижи и лечение в частна клиника в квартал Марилбон. На 12 май 1925 г. той изпада в кома и умира на сутринта на 14 май на 68-годишна възраст. Прахът му е погребан в църквата „Сейнт Мери“ в Дъчингам, където навремето се жени, а ръкописите му са съхранени в архива на Норфолк. Въпреки надеждата му да прехвърли имението на Националния тръст, това не е направено. Първоначално имението му е превърнато в селски хотел, а след това в жилищна сграда.

## Творчески характеристики
След завръщането си в Англия през 1882 г. Хагард публикува книга за политическата ситуация в Южна Африка, както и няколко неуспешни романа, преди да напише книгата, с която е най-известен – „Рудниците на цар Соломон“.
Следват редица продължения, които оформят неговата най-популярна серия „Алън Куотърмейн“. Серията в бъдеще става основа за направата на много филми за невероятния живот на Куотърмейн, и вдъхновява създаването на сагата за Индиана Джоунс.
Скоро следват продължението „Алан Куотърмейн“, последвано от романите „Тя“ и продължението му „Айша“ – невероятни приключенски романи, създадени в контекста на Колониалното разделяне на Африка (въпреки че действието на „Айша“ се развива в Тибет). Изключително популярният роман „Рудниците на цар Соломон“ понякога се счита за първият от жанра на „изгубения свят“. Романът „Тя“ обикновено се смята за една от класиките на литературата на въображението и със своите 83 милиона продадени копия до 1965 г. е една от най-продаваните книги за всички времена. Той е запомнен и с „Нада Лилията“ (приказка за приключение сред зулусите) и с епичния романтичен викингски роман „Ерик Светлоокия“.
В творчеството си писателят е силно повлиян от живота и духа на авантюристите, които среща докато е в Колониална Африка, като Фредерик Къртни Селоус и Фредерик Ръсел Бърнам, и от африканските легенди и мистерии. Той описва приключенията на Алън Куотърменй под тяхно влияние, по време, когато в Африка са открити големи минерални богатства, както и руините на древните изгубени цивилизации на континента като Велико Зимбабве Три от книгите му: „Магьосникът“ (1896), „Черно сърце и Бяло сърце – зулуска идилия“ (1896) и „Елиса – гибелта на Зимбабве“ (1898), са посветени на дъщерята на Бърнам – Нада, която е първото бяло дете, родено в Булавейо; тя е кръстена на книгата на Хагард от 1892 г. „Нада Лилията“.
Романите му обрисуват много от стереотипите, свързани с колониализма, но необичайното в тях е степента на симпатия, с която са изобразени местните народи. Африканците често играят героични роли, въпреки че главните герои се падат обикновено на европейци (макар и не винаги). Забележителни примери са героичният зулуски воин Умслопогаас и Игноси – законният цар на Кукуаналенд, в „Рудниците на цар Соломон“. След като развива интензивно взаимно приятелство с тримата англичани, които му помагат да си върне трона, Игноси приема съветите им и отменя лова на вещици и произволното смъртно наказание.
Макар книгите на писателя да са писани от него предимно за младежката аудитория, те стават популярни и обичани за всички възрасти.
Три от романите му са написани в сътрудничество с приятеля му Андрю Ланг, който споделя интереса му към духовната сфера и паранормалното.
Хагард освен това пише за селскостопанските и социалните реформи, отчасти вдъхновен от преживяванията си в Африка, но и въз основа на видяното в Европа. В края на живота си той е яростен противник на болшевизма – позиция, която той споделя с приятеля си Ръдиард Киплинг. До голяма степен двамата са свързани още при пристигането на Киплинг в Лондон през 1889 г. от силата на техните общи становища и остават приятели за цял живот.

## Обществена дейност
Освен с творчеството си Хагард е силно ангажиран в реформирането на селското стопанство и е член на много комисии за използването на земята и свързаните с това въпроси – работа, която включва и няколко пътувания до колониите и доминионите. В крайна сметка това води до приемането на Закона за развитието през 1909 г. (1909 Development Bill).
Той се кандидатира безуспешно за Парламента като консервативен кандидат за източната дивизия на Норфолк на летните избори през 1895 г., губейки със 197 гласа. Той става Кандидат рицар (Knight Bachelor) през 1912 г. и Рицар-командир на Ордена на Британската империя на връчването на званието на Нова година през 1919 г.
Местността „Райдър“ в Британска Колумбия е кръстена на негово име.

## Мироглед на Хагард
В автобиографията си „Дни от живота ми“ Хагард посвещава глава на психичните явления и завършва книгата с подробно описание на своята вяра. Той описва сериозно как е установил телепатичен контакт с кучето на дъщеря си. В последната глава той провъзгласява своето неверие в християнските истини и се опитва да анализира своята визия за духовния свят, основана на будизма и езическите вярвания на зулусите. Като цяло, според Джон Синиър, неговите религиозни възгледи не представляват система и вероятно не удовлетворяват дори самия автор. В този контекст обаче е важно Хагард да осигури последователно (макар и вътрешно противоречиво) изложение на духовната система, определяща действието в неговите приключенски и мистични романи. За разлика от Чарлз Дарвин и Джордж Елиът той не харесва агностицизма и затова, отхвърляйки англиканството, се опитва да запази някои, приемливи за него елементи на християнството. Например той обявява Възкресението Христово като библейско свидетелство за прераждането, като същевременно възприема Библията като протестант, т.е. виждайки в нея доказателства за реално случили се събития, отворени за индивидуална интерпретация. От друга страна хуманистът Хагард не харесва наказващия Бог на Израил, а ограничаващата роля на християнството като религия на наказанието му изглежда неприемлива, включително в социален смисъл. Писателят повтаря много пъти на различни места, че човек не трябва да вярва, че е осъден от Бог само въз основа на събитията от един кратък живот, в който съзнателните действия не надвишават 20 – 30 години.
Хагард е теист, но същевременно с това съчетава будизма с християнството. Той запазва концепцията за Бог като съдия, който обаче взима решение въз основа не на един живот, а на цяла верига от прераждания. Може би именно заради откритото си признание на тези възгледи Хагард изисква автобиографията му да бъде публикувана едва след смъртта му. Тези възгледи не му попречват да бъде активен член на англиканската църква и да признава Свещеното писание като боговдъхновено (с изключение на Откровението на Йоан Богослов), както и откритото противопоставяне на католицизма. До края на живота си основният обект на критика на Хагард е фанатизмът и на тази основа той отхвърля не само католиците, но и Армията на спасението, която активно подкрепя в началото на века. Той защитава правото на всеки на духовно търсене, но в същото време неочаквано заявява, че християнството съдържа всичко най-добро и вярно от другите религии: напр. принципите на будизма могат да бъдат намерени в учението на Исус. В будизма Хагард не е доволен от липсата на окончателно възмездие и от факта, че най-високата награда за праведните е Нищото. Християнството, напротив, той смята за положителна религия. Все пак идеята за прераждането, според него, е най-подходящата за оправдаване на прогреса. Понякога той се изразява ексцентрично: например твърди, че Йоан Кръстител е прераждането на Илия. До известна степен тези негови вярвания са подхранвани от преживяното с първата му любов Лили Джексън, която му се „явява“ след смъртта си. Доста често в романите на Хагард има сблъсък, когато влюбените, разделени от прага на смъртта, се събират при следващото си раждане. Дори Алън Куотърмейн, по волята на автора, е имал такова преживяване със Стела („Съпругата на Алън“), а класически пример е историята за Айша и Каликрат.
Хагард възприема християнската концепция за молитвата като ефективно средство за спасение. Под молитва той разбира духовен контакт със свръхестествения свят и Бог, който е в състояние да насочи по правилния път или да осигури желаното прераждане. Понякога чрез молитва може да дойде мигновено осветяване и разбиране на това какво е Божият мир. Под библейския ад той разбира земното зло като изкушение, което отвежда човека от правия път, макар че на човек се дава шанс да поправи всичко при следващото си раждане. На историята на изкуплението е посветена историята „Магьосникът“. В цикъла за Айша Хагард повдига и друга страна на изкуплението (в християнския смисъл на думата) – любовта, тъй като никога не отрича значението на сексуалността в отношенията между мъжете и жените.
Хагард се чуди дали животните ще влязат в Небесното царство. Той описва тази концепция във фантастичната алегория „Махатма и заекът“. В младостта си писателят е страстен ловец, но след като се убеждава, че животните имат душа, той отказва да убива. Неговият южноафрикански опит с анимистите му повлиява силно и той отчасти предвижда екологичните движения през втората половина на 20 век.

## Наследство

### Влияние
Психоаналитикът Карл Густав Юнг смята Айша – главната героиня на романа „Тя“ за проява на анима. Нейният епитет „Тя, на която трябва да се подчиниш“ (на английски: „She Who Must Be Obeyed“) е използван от британския автор Джон Мортимър в неговия телевизионен сериал Rumpole of the Bailey като името, което главният герой използва за жена си Хилда, пред която той „трепери“ у дома (въпреки че е адвокат с известни умения в съда).
Поджанрът на „изгубения свят“ на Хагард оказва влияние на популярни американски пълп-писатели като Едгар Райс Бъроуз, Робърт Хауърд, Талбот Мънди, Филип Хосе Фармър и Ейбрахам Мерит.
Алан Куотърмейн – приключенският герой на романа „Рудниците на цар Соломон“ и на неговото продължение „Алан Къотърмейн“ е модел за американския герой Индиана Джоунс. Куотърмейн придобива скорошна популярност благодарение на това, че е главен герой в комиксовата поредица „Лигата на необикновените джентълмени“ (The League of Extraordinary Gentlemen), стартирана през 1999 г.
Греъм Грийн в есето си за Хагард заявява: „Омагьосването е точно това, което този писател е упражнил; той е фиксирал в съзнанието ни снимки, които тридесет години не бяха в състояние да заличат.“ През 1965 г. Роджър Ланслин Грийн – един от оксфордските Инклинги хвали Хагард като писател с постоянно високо ниво на „литературни умения и чиста сила на въображението“ и съавтор заедно с Робърт Луис Стивънсън на Епохата на разказвачите на истории.

### Расизъм
Творбите на Хагард са критикувани за изобразяването на неевропейците. В своята нехудожествена книга „Деколонизиране на ума“ кенийският автор Ng Ngĩ wa Thiong’o счита Хагард – един от каноничните автори в началното и средното училище за един от „гениите на расизма“. Авторката-академик Micere Mugo пише през 1973 г., че описанието на стара африканка в „Рудниците на цар Соломон“ дълго време я е карало да изпитва смъртен ужас при срещата си с африканки.

### Влияние върху детската литература
През 19 век Хагард е един от мнозината, допринесли за детската литература. Американският автори и учен Мортън Н. Коен описва „Рудниците на цар Соломон“ като история, която има „универсален интерес както за възрастни, така и за младежи“. Самият Хагард иска да напише книгата за момчета, но в крайна сметка тя оказва влияние върху деца и възрастни по целия свят. Коен обяснява: „„Рудниците на цар Соломон“ се четеше в държавните училища [и] на глас в класните стаи“.

### Общо влияние и наследство
На първата глава на книгата на Хагард „Хора на мъглата“ се приписва вдъхновяващото мото на Британските кралски военновъздушни сили – Per ardua ad astra (на латински: „През трудностите към звездите“).
В негова чест през 1925 г. дъщеря му Лилиас поръчва на стъклолеярната фирма „Джеймс Пауъл и синове“ мемориален прозорец за църквата в Дичингам. Дизайнът включва пирамидите, фермата на Хагард в Африка и гледка към град Банги от лозовите хълмове близо до дома му.

## Филми, базирани на произведенията на Хагард
- „Рудниците на цар Соломон“ – романът е адаптиран поне шест пъти:
  - „Рудниците на цар Соломон“ (King Solomon's Mines), 1937 г. – британски приключенски филм с режисьор Робърт Едуард Стивънсън.
  - „Рудниците на цар Соломон“, 1950 г. – американски техниколор приключенски филм с режисьори Комптън Бенет и Андрю Мартон; най-известната версия.
  - „Ватуси“ (Watusi), известен и като „Рудниците на цар Соломон 2“, 1959 г. – американски приключенски филм с режисьор Кърт Нойман, продължение на предходния.
  - „Съкровището на крал Соломон“ (King Solomon's Treasure), 1979 г. – британско-канадски нискобюджетен филм с режисьор Алвин Ракоф, комбиниращ „Рудниците на цар Соломон“ и „Алън Куатермейн“.
  - „Рудниците на цар Соломон“, 1985 г. – американски екшън приключенски филм с Ричард Ченбърлейн и Шарън Стоун
  - „Алън Куотърмейн и Изгубеният град на златото“ (Allan Quatermain and the Lost City of Gold), 1986 г. – американска приключенска комедия с режисьор Гари Нелсън, продължение на предходния.
  - „Рудниците на цар Соломон“ – австралийски телевизионен анимационен филм от средата на 80-те години.
  - „Рудниците на цар Соломон“, 2004 г. – американски телевизионен мини-сериал с участието на Патрик Суейзи.
  - „Алън Куотърмейн и Храмът на черепите“ (Allan Quatermain and the Temple of Skulls), 2008 г. – американски приключенски филм на DVD с режисьор Марк Аткинс, прилича повече на филмите за Индиана Джоунс, отколкото на романа.
- „Тя: Историята на едно приключение“ – романът е адаптиран поне десет пъти:
  - La Colonne de feu („Огненият стълб“), 1899 г. – френски филм на Жорж Мелиес.
  - „Тя“, 1911 г. – американски фентъзи ням филм с участието на Маргарет Сноу.
  - „Тя“, 1916 г. – британската версия
  - „Тя“, 1925 г. – американски ням филм с участието на Бети Блайт и с активното участие на Хагард, написал междузаглавията; съчетава елементи от всички книги от поредицата.
  - „Тя“, 1935 г. – американски филм с участието на Хелън Гахаган Дъглас, Рандолф Скот, Хелън Мак и Найджъл Брус. Изгубеният град Кор е разположен в Арктика, а не в Африка и изобразява древната цивилизация в стил Ар деко. Музиката е на Макс Щайнер. Сценарият съчетава елементи от всички книги от поредицата, включително и от „Дъщерята на мъдростта“. През 2006 г. Legend Films и Рей Харихаузен възстановяват и оцветяват филма за DVD, каквато е бик първоначалният замисъл.
  - „Тя“, 1965 г. – британски метроколор филм, продуциран от Hammer Film Productions, с участието на Урсула Андрес като Айша, Джон Ричардсън като нейният прероден любим, Питър Кушинг и Бърнард Крибинс като други членове на експедицията.
  - „Тя“, 1984 г. – американски пост-апокалиптичен филм, подражаващ на славата на „Лудия Макс“.
  - „Тя“, 2001 г. – филм на DVD с участието на южноафриканския актьор Иън Дънкан в ролята на Лео Винси, френската хип-хоп и R'n B звезда Офели Уинтър в ролята на Айша и германската актриса Мари Боймер в ролята на Роксан.
- „Зора“:
  - „Зора“ (Dawn), 1917 г. – британски филм с участието на Hubert Carter и Annie Esmond.
- „Джес“
  - „Джес“ (Jess), 1912 г. – американски приключенски филм с участието на Маргарит Сноу, Флорънс Ла Бади и Джеймс Круз
  - „Джес“, 1914 г. – британски филм с участието на Констанс Кроули и Артър Мод
  - „Сърце и душа“ (Heart and Soul), 1917 г. – америнаксни ням филм с режисьор Дж. Гордън Едуардс, с участието на Теда Бара в главната роля.
- „Беатрис“
  - „Беатриче“ (Beatrice) или „По-силната страст“ (The Stronger Passion) – италиански ням драматичен филм, режисиран от Хърбърт Бренон и с участието на Мари Доро и Сандро Салвини.
- Swallow: A Tale of the Great Trek
  - Swallow, 1922 г. – южноафриански филм
- „Стела Фригелиус“ (Stella Fregelius)
  - „Стела“, 1921 г. – британски ням драматичен филм, режисиран от Едуин Дж. Колинс, с участието на Molly Adair, H. Manning Haynes и Charles Vane
- „Луната на Израел“
  - „Кралицата на робите“ (Die Sklavenkönigin), 1924 г. – австрийски епос, сценарист Ладислав Важда и режисьор Майкъл Къртис.

## Избрани произведения

### Серия „Алън Куотърмейн“ (Allan Quatermain)
1. King Solomon's Mines (1885)
Диамантните рудници на цар Соломана, изд. „Ив. Коюмджиев“ (1928), прев. Йордан Марков
Рудниците на цар Соломон, изд. „Народна младеж“, София (1967), изд. „Емас“ (1998), изд. „Отечество“ (1984), прев. Весела Кочемидова
Мините на цар Соломон, изд. ЕТ „Д. Димов – П. Димов“ (2004), прев. Марта Московска
2. Allan Quatermain: An Account of His Further Adventures and Discoveries in Company with Sir Henry Curtis, Bart., Commander John Good, RN, and one Umslopogaas (1887)
Алън Куотърмейн, изд. „Александър Панов“ (1991), прев. Весела Кочемидова
3. Allan's Wife, and Other Tales (1887) – сборник:
  1. Allan's Wife – роман
  2. Hunter Quatermain's Story (публикуван за пръв път в In a Good Cause, 1885) – новела
  3. A Tale of Three Lions (публикуван за пръв път на части в Atalanta Magazine, октомври-декември 1887) – разказ
  4. Long Odds (публикуван за пръв път в Macmillan's Magazine, февруари 1886) – разказ
4. Maiwa's Revenge: or, The War of the Little Hand (1888)
5. Marie (1912)
6. Child of Storm (1913)
7. (Allan and) The Holy Flower (1915) (публикуван за пръв път на части в Windsor Magazine, декември 1913-ноември 1914)
8. The Ivory Child (1916)
9. Finished (1917)
10. The Ancient Allan (1920)
11. She and Allan (1920)
12. Heu-heu: or The Monster (1924), разказ
13. The Treasure of the Lake (1926)
14. Allan and the Ice-gods: A Tale of Beginnings (1927)
15. Hunter Quatermain's Story: The Uncollected Adventures of Allan Quatermain (2003) – сборник:
  1. Hunter Quatermain's Story
  2. Long Odds
  3. A Tale of Three Lions
  4. Magepa the Buck (публикуван за пръв път в Pears' Annual, 1912)

### Серия „Айша“ (Ayesha)
1. She: A History of Adventure (1886)
Живият огън, изд. „Ст. Атанасов“ (1928), прев. 
Тя, изд. СД „Орфия“ (1991), прев. Димитър Ленгечев
Айша, изд. „Дамян Яков“ (1992), прев. Ж. Ив. Жеков
2. Ayesha: The Return of She (1905)
Тя се завръща, изд. „Делта букс“ (1992), прев.
3. She and Allan (1921)
4. Wisdom's Daughter: The Life and Love Story of She-Who-Must-Be-Obeyed (1923)

### Самостоятелни романи
- Dawn: A Novel (1884)
- The Witch's Head (1884)
- Jess (1887)
- Mr. Meeson's Will (1888)
Завещанието на Мизон, сп. „Модерна домакиня“ (1935), прев. Любен Велчев
- Colonel Quaritch, V.C.: A Tale of Country Life (1888)
- Cleopatra: An Account of the Fall and Vengeance of Harmachis, the Royal Egyptian, as Set Forth by His Own Hand (1889)
Клеопатра, изд. „Стрезо Несторов“ (1911), прев. Л. Димитров, Г. Василев
Клеопатра, изд. „Славчо Г. Бонев“ (1936), изд. „Ивета“ (1992), изд. „Жануа'98“ (2008), прев. Петър Краев
- Beatrice: A Novel (1890, 1894)
- The World's Desire (1890) – в съавторство с Андрю Ланг
- The Saga of Eric Brighteyes (1891) – издадена още като Eric Brighteyes
Ерик Светлоокия, Изд. „Изток - Запад“ (2021), прев. Стефан Георгиев
- Montezuma's Daughter (1893) – в съавторство с Андрю Ланг
Дъщерята на Монтесума
Дъщерята на Монтесума, иИзд. „Младеж“ (1992), прев. Живка Рудинска
- The People of the Mist (1894)
'Народът на мъглата, Изд. „Изток-Запад“ (2022), прев. Биоряна Даракчиева
- Joan Haste (1895)
- Heart of the World (1895)
Сърцето на света, Изд. „Ст. Атанасов“ (1929), прев. 
Златният град, Изд. „Евразия-Абагар“ (1992), прев.
- Church and State (1895)
- The Wizard (1896)
- Swallow: A Tale of the Great Trek (1898)
- Dr. Therne (1898)
- The Last Boer War (1899)
- The Spring of Lion (1899)
- Elissa: Or The Doom Of Zimbabwe (1900)
- The New South Africa (1900)
- Lysbeth: A Tale Of The Dutch (1901)
- The Pearl Maiden: A Tale of the Fall of Jerusalem (1902)
- Stella Fregelius: А Tale of Three Destinies (1903) – в съавторство с Андрю Ланг
- The Brethren (1904)
Братята рицари, изд. „Изток-Запад“ (2024), прев. Боряна Даракчиева
- Benita: an African Romance (1906) – издадена още като The Spirit of Bambatse
- The Way of the Spirit (1906)
- Fair Margaret (1907)
Прекрасната Маргарита, изд. „Евразия“ (1992), прев. Илиана Владимирова
- The Yellow God: An Idol of Africa (1908)
- The Ghost Kings (1908) – издаден и като The Lady of the Heavens
- The Lady of Blossholme (1909)
- Queen Sheeba's Ring (1910)
Пръстенът на Савската царица, изд. „Бева прес“ (1992), прев. О. Попова
- Morning Star (1910)
- The Mahatma and the Hare: A Dream Story (1911)
- Red Eve (1911)
- The Wanderer's Necklace (1914)
- A Call to Arms (1914)
- Love Eternal: A Tale of the Exodus (1918)
- Moon of Israel (1918)
- When the World Shook: Being an Account of the Great Adventure of Bastin, Bickley, and Arbuthnot (1919)
- Smith and the Pharaohs, and Other Tales (1920)
- The Missionary and the Witch-doctor (1920)
- The Virgin of the Sun (1922)
- Queen of the Dawn: A Love Tale of Old Egypt (1925)
- Mary of Marion Isle (1929), издадена и като Marion Isle
- Belshazzar (1930)